# Chim nghệ đuôi trắng
Chim nghệ đuôi trắng (danh pháp hai phần: Aegithina nigrolutea) là một loài chim biết hót thuộc chi Aegithina, họ Chim nghệ, sống ở một số nơi tại tây bắc Ấn Độ và Sri Lanka.

## Phân bố và nhận dạng
Địa vị loài của loại chim này gây tranh cãi và chỉ đến gần đây mới được chính thức xác định đầy đủ. Những đề xuất ban đầu cho rằng nó thuộc một biến thể có dị biệt của Aegithina tiphia.
Đặc trưng chẩn đoán của loài này là cánh và đuôi ngắn; rìa trắng rộng đến hàng lông vũ thứ ba, hội tụ lại ở đỉnh, đối lại với đỉnh đen hay chỉ trắng hẹp ở A. tiphia cũng như mỏ nhỏ và ngắn hơn ở A. tiphia tại bất kỳ nơi nào ở Ấn Độ. Giọng hót của chúng cũng khác. Loài này được biết đến nhiều ở tây bắc Ấn Độ, tuy nhiên chỉ có rất ít mẫu chim đã kiểm chứng tồn tại ở miền nam nước này. Nó cũng có ở Sri Lanka.

## Hình ảnh

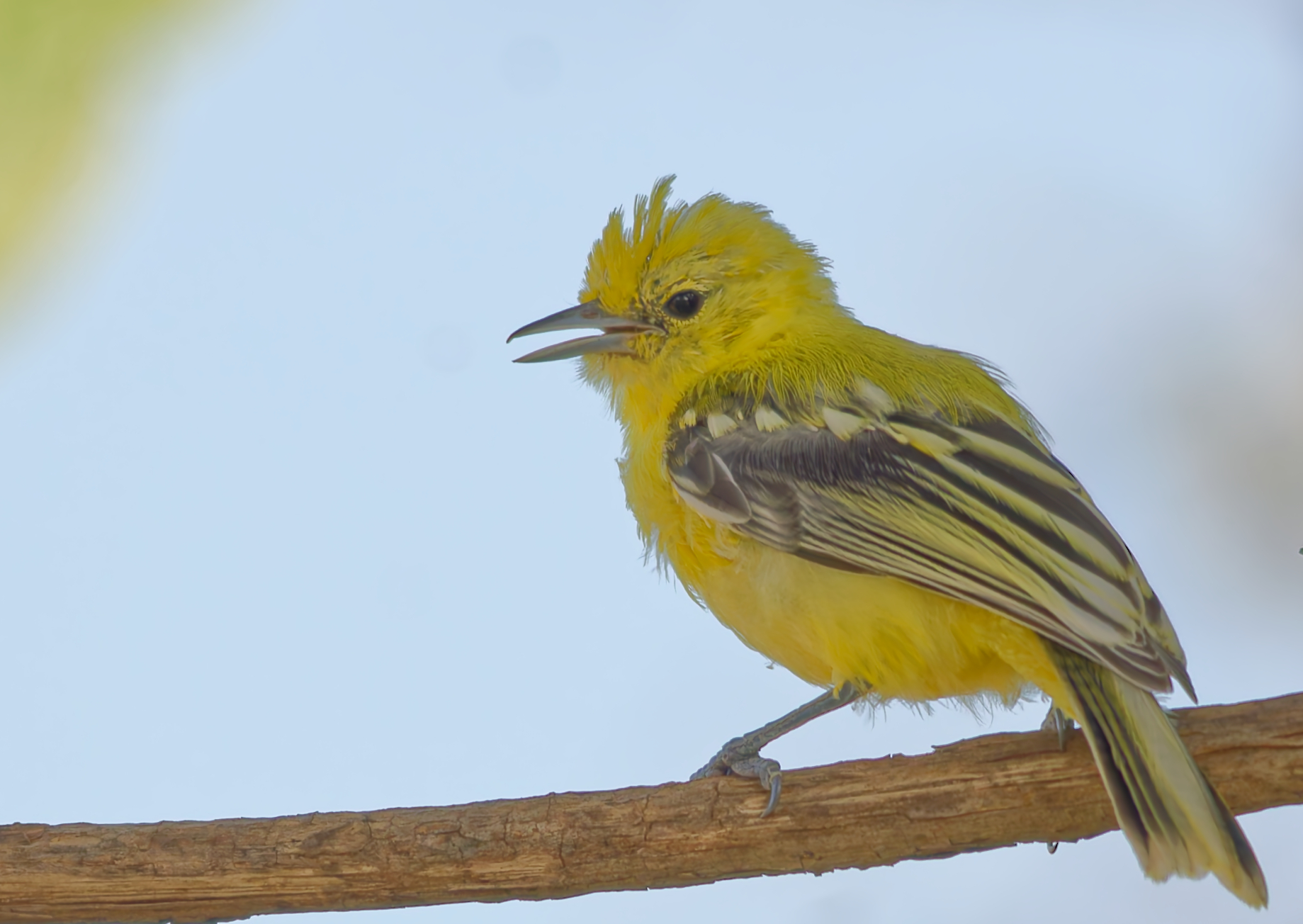